# Singapore thuộc Nhật
Singapore dưới sự chiếm đóng của Nhật Bản là Singapore trong giao đoạn từ 1942–1945 (trong chiến tranh thế giới thứ hai), nơi người Nhật chiếm đóng Singapore. Sự chiếm đóng bắt đầu sau khi quân đội Nhật Bản đánh bại đơn vị đồn trú của Úc, Mã Lai thuộc Anh, Anh và Ấn Độ. Đó là tại trận Singapore. Nó đã chính thức được trả lại cho người Anh sau khi hiệp ước hòa bình kết thúc chiến tranh thế giới thứ hai được ký kết.
Người Nhật đã không đối xử tốt với mọi người trong suốt thời gian chiếm đóng. Họ đã cố giết tất cả những người chống lại Nhật. Có một lượng lớn lạm phát vì tiền giấy của Nhật Bản cho Singapore sử dụng, không có bất kỳ số nhận dạng nào. Cũng được gọi là "tiền chuối" vì họ có hình cây chuối trên đó, các ghi chú giấy có thể được in bởi những người có máy in hiện đại và đủ giấy.

## Lịch sử

### Trận chiến Singapore và Nhật Bản chiếm đóng (1942–1945)
Vào tháng 12 năm 1941, Nhật Bản tấn công Trân Châu Cảng, khởi đầu một cách nghiêm túc Chiến tranh Thái Bình Dương. Singapore là một căn cứ lớn của Đồng Minh trong khu vực, là một mục tiêu quân sự hiển nhiên. Các chỉ huy quân sự của Anh Quốc tại Singapore cho rằng cuộc tấn công của Nhật Bản sẽ đến theo đường biển từ phía nam, do rừng rậm Malaya ở phía bắc sẽ đóng vai trò là một rào cản tự nhiên chống xâm nhập. Mặc dù người Anh Quốc phác thảo một kế hoạch nhằm đối phó với một cuộc tấn công vào bắc bộ Malaya, song việc chuẩn bị chưa hoàn tất. Quân đội Anh Quốc tự tin rằng "Pháo đài Singapore" sẽ kháng cự được bất kỳ cuộc tấn công nào của người Nhật và sự tự tin này được củng cố khi Lực lượng Z đến, đây là một đội các chiếm hạm của Anh Quốc được phái đi phòng thủ Singapore, gồm có HMS Prince of Wales, và HMS Repulse.
Ngày 8 tháng 12 năm 1941, quân đội Nhật Bản đổ bộ lên Kota Bharu tại bắc bộ Malaya. Chỉ hai ngày sau khi bắt đầu xâm chiếm Malaya, Nhật Bản đánh chìm Prince of Wales và Repulse ngoài khơi bờ biển Kuantan tại Pahang, đây là thất bại tệ nhất của Hải quân Anh Quốc trong Chiến tranh thế giới thứ hai. Yểm trợ hàng không của Đồng Minh không đến kịp để bảo vệ hai tàu chủ lực. Sau sự kiện này, Singapore và Malaya bị không kích hàng ngày, các công trình dân sự như bệnh viện hay điếm ốc cũng là mục tiêu.

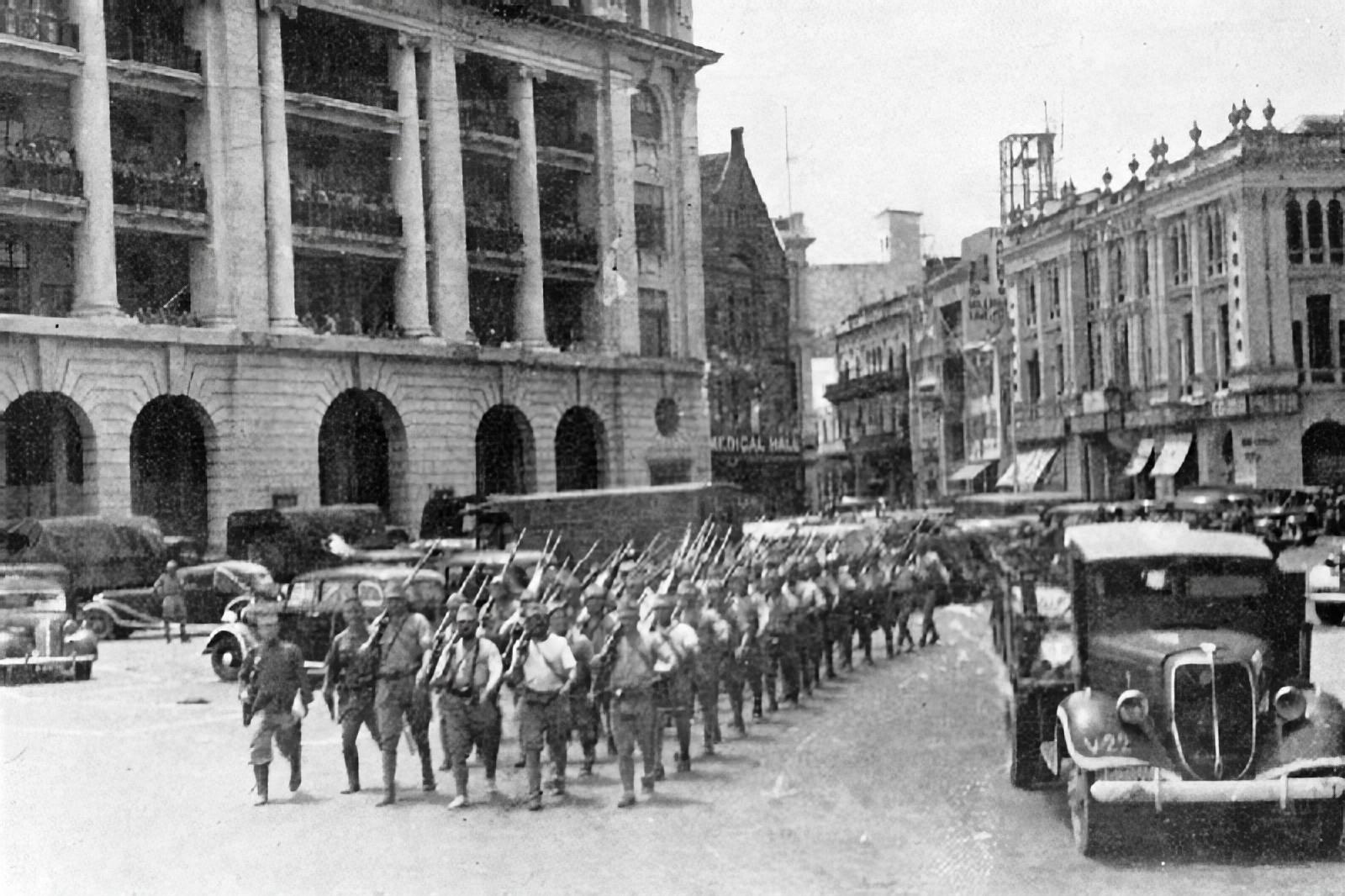
Quân đội Nhật Bản diễu hành trên đường phố Singapore, tháng 2 năm 1942.

Quân đội Nhật Bản nhanh chóng tiến về phía nam qua bán đảo Mã Lai, tiêu diệt hoặc bỏ qua kháng cự của Đồng Minh. Do kháng cự thất bại trước bước tiến của quân Nhật, lực lượng Đồng Minh buộc phải triệt thoái về phía nam hướng đến Singapore. Ngày 31 tháng 1 năm 1942, Nhật Bản chinh phục toàn bộ bán đảo Mã Lai và sẵn sàng tấn công Singapore.
Lực lượng Đồng Minh phá đường đắp cao nối Johor và Singapore nhằm ngăn chặn quân đội Nhật Bản. Tuy nhiên người Nhật tìm cách vượt qua eo biển Johor trên những thuyền khí nén vào các ngày sau đó. Trong giai đoạn này, Lực lượng Đồng Minh và quân tình nguyện từ dân cư Singapore tiến hành vài trận chiến nhằm chống bước tiến của quân đội Nhật Bản, chẳng hạn như trận Pasir Panjang. Tuy nhiên, do hầu hết công sự phòng thủ bị phá vỡ và nguồn tiếp tế cạn kiệt, Trung tướng Arthur Percival lệnh cho lực lượng lượng Đồng Minh tại Singapore đầu hàng Lực lượng Nhật Bản dưới quyền Tướng Tomoyuki Yamashita vào Tết Nguyên Đán năm Nhâm Ngọ, 15 tháng 2 năm 1942. Khoảng 130.000 binh sĩ Ấn Độ, Úc, và Anh Quốc trở thành tù binh chiến tranh, nhiều người trong số họ sau đó được đưa đến Miến Điện, Nhật Bản, Triều Tiên, hay Mãn Châu để lao động như nô lệ. Sự kiện Singapore thất thủ là cuộc đầu hàng lớn nhất của lực lượng do Anh Quốc lãnh đạo trong lịch sử. Báo chí Nhật Bản hân hoan tuyên bố chiến thắng này như là có tác động quyết định trong tình thế tổng thể của chiến tranh.
Singapore được đổi tên thành Chiêu Nam đảo (昭南島 Shōnan-tō), và bị người Nhật chiếm đóng từ năm 1942 đến năm 1945. Quân đội Nhật Bản áp đặt các biện pháp khắc nghiệt với dân cư địa phương, các binh sĩ mà đặc biệt là Kempeitai (hiến binh đội) đặc biệt tàn nhẫn trong việc đối xử và dân cư người Hoa. Sự kiện tàn bạo được chú ý nhất là thảm sát Túc Thanh đối với thường dân người Hoa, nhằm trả đũa hỗ trợ của họ cho các nỗ lực chiến tranh tại Trung Quốc. Các vụ hành hình đại quy mô được ước tính khiến cho 25.000-50.000 người thiệt mạng tại Malaya và Singapore. Những dân cư còn lại phải chịu khó khăn nghiêm trọng trong ba năm rưỡi bị Nhật Bản chiếm đóng.

## Sau chiến tranh

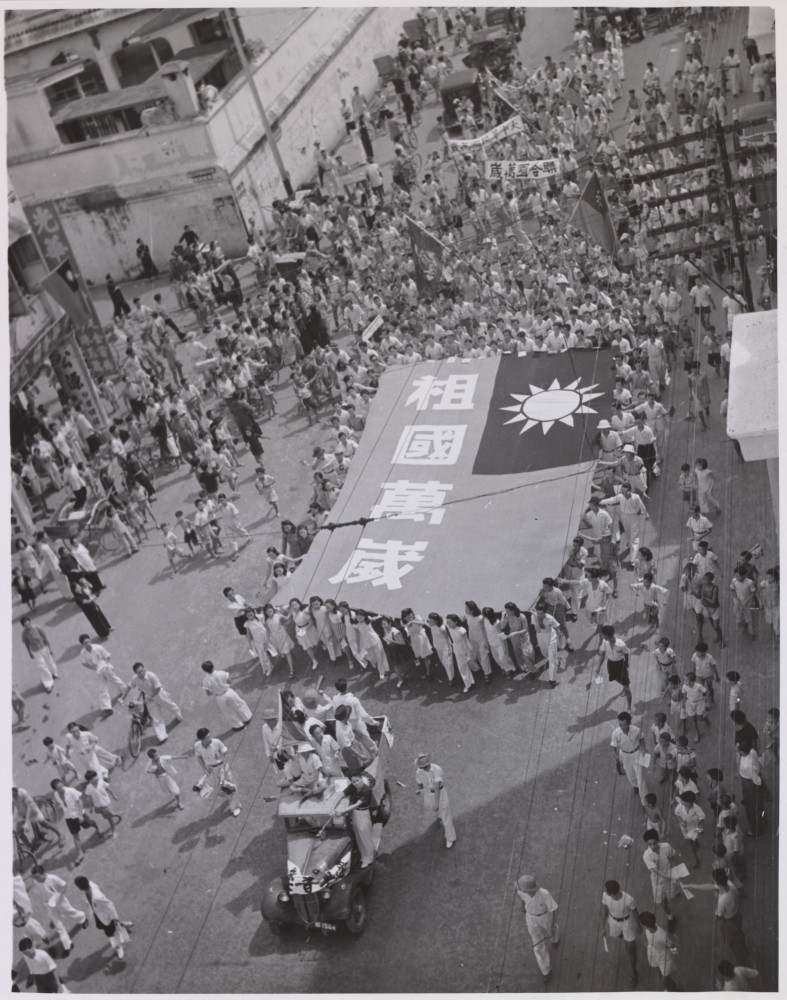
Cộng đồng người Hoa tại Singapore mang quốc kỳ Trung Hoa Dân Quốc (viết chữ Tổ quốc vạn tuế 祖國萬歲) nhằm tán dương thắng lợi, cũng phản ánh vấn đề bản sắc Trung Hoa vào đương thời.

Sau khi Nhật Bản đầu hàng Đồng Minh vào ngày 15 tháng 8 năm 1945, Singapore rơi vào một tình trạng vô tổ chức trong một thời gian ngắn; cướp bóc và giết người báo thù lan rộng. Các binh sĩ Anh Quốc dưới quyền lãnh đạo của Bá tước Louis Mountbatten trở lại Singapore để tiếp nhận đầu hàng chính thức của lực lượng Nhật Bản trong khu vực từ Tướng Itagaki Seishiro nhân danh Nguyên soái Hisaichi Terauchi vào ngày 12 tháng 9 năm 1945. Một Chính phủ quân sự Anh Quốc được thành lập để quản lý Singapore, tồn tại cho đến tháng 3 năm 1946. Phần lớn cơ sở hạ tầng bị phá hủy trong chiến tranh, kể cả các hệ thống cung cấp điện và nước, dịch vụ điện thoại, cũng như các thiết bị cảng tại bến cảng Singapore. Xảy ra một tình trạng thiếu lương thực dẫn đến thiếu ăn, bệnh tật, tội phạm và bạo lực lan tràn. Giá lương thực ở mức cao, nạn thất nghiệp, và bất mãn của công nhân lên đến cực độ trong một loạt cuộc đình công vào năm 1947 gây đình trệ nghiêm trọng trong giao thông công cộng và các dịch vụ khác. Đến cuối năm 1947, kinh tế bắt đầu phục hồi, được thúc đẩy nhờ nhu cầu ngày càng tăng đối với thiếc và cao su trên khắp thế giới, song phải mất vài năm nữa thì kinh tế mới trở lại mức tiền chiến.
Do Anh Quốc thất bại trong việc phòng thủ Singapore, họ bị mất đi sự tín nhiệm trong đánh giá của người Singapore. Những thập niên sau chiến tranh chứng kiến một sự giác tỉnh chính trị trong dân cư địa phương và sự trỗi dậy của các tình cảm phản thực dân và dân tộc chủ nghĩa, được tóm tắt bằng một khẩu hiệu Merdeka, hay "độc lập" trong tiếng Mã Lai. Về phần mình, Anh Quốc chuẩn bị để dần tăng quyền tự trị cho Singapore và Malaya. Ngày 1 tháng 4 năm 1946, Các khu định cư Eo biển bị giải thể và Singapore trở thành một thuộc địa vương thất riêng biệt với một chính phủ dân sự, đứng đầu là một thống đốc. Trong tháng 7 năm 1947, các hội đồng hành pháp và lập pháp được thiết lập một cách riêng rẽ và cuộc bầu cử sáu thành viên của hội đồng lập pháp được lên kế hoạch vào năm sau đó.
Tổng tuyển cử đầu tiên tại Singapore được tổ chức trong tháng 3 năm 1948, song chỉ có sáu trong số 25 ghế tại Hội đồng lập pháp được bầu cử. Chỉ những thần dân Anh Quốc mới có quyền bỏ phiếu. Các thành viên khác trong hội đồng do Thống đốc hoặc những thương hội lựa chọn. Đảng Tiến bộ Singapore (SPP) bảo thủ mới thành lập giành được ba ghế thông qua bầu cử, các cá nhân độc lập giành được ba ghế còn lại.
Ba tháng sau tuyển cử, các nhóm cộng sản tại Malaya tiến hành nổi dậy vũ trang. Anh Quốc áp đặt các biện pháp cứng rắn nhằm kiểm soát các nhóm cánh tả tại cả Singapore và Malaya và đề ra Đạo luật An ninh nội bộ gây tranh luận, theo đó cho phép giam giữ vô thời hạn mà không cần xét xử đối với những cá nhân bị nghi ngờ là "mối đe dọa đối với an ninh". Do các nhóm cánh tả là lực lượng chỉ trích mạnh mẽ nhất hệ thống thuộc địa, tiến bộ về quyền tự trị bị đình trệ trong vài năm.
Một hội đồng lập pháp thứ nhì được bầu vào năm 1951, số ghế được bầu tăng lên 9. Đảng Tiến bộ giành được sáu ghế thông qua bầu cử. Điều này góp phần vào việc hình thành một chính phủ Singapore địa phương riêng biệt, song thống trị thuộc địa vẫn chiếm ưu thế. Năm 1953, với việc những người cộng sản tại Malaya bị đàn áp và thời kỳ tệ nhất của Tình trạng khẩn cấp qua đi, một Ủy ban Anh Quốc do George Rendel đứng đầu đề xuất một hình thức hạn chế về quyền tự trị cho Singapore. Một nghị hội lập pháp mới với 25/32 ghế được bầu thông qua phổ thông đầu phiếu thay thế hội đồng lập pháp, từ đó một thủ tịch bộ trưởng đóng vai trò là người đứng đầu chính phủ và hội đồng bộ trưởng đóng vai trò là nội các sẽ được đựa chọn theo thể chế đại nghị. Anh Quốc sẽ giữ lại quyền lực trên một số lĩnh vực như nội an và ngoại giao, cũng như quyền phủ quyết đối với nghị hội.
Bầu cử nghị hội lập pháp được tổ chức vào ngày 2 tháng 4 năm 1955 là một cuộc tranh đấu sôi nổi và khít khao, khi vài chính đảng mới tham gia cạnh tranh. Không giống các cuộc bầu cử trước đí, cử tri được tự động đăng ký, tổng số cư tri là khoảng 300.000. Đảng Tiến bộ thất bại trong cuộc bầu cử, chỉ giành được bốn ghế. Mặt trận Lao động thiên tả mới hình thành có được chiến thắng lớn nhất với 10 ghế và hình thành một chính phủ liên hiệp với liên minh UMNO-MCA (có 3 ghế).

## Nhật Bản đầu hàng
Sau khi Nhật Bản đầu hàng vào ngày 15 tháng 8 năm 1945 (vì Hoa Kỳ thả bom nguyên tử ở Hiroshima và Nagasaki), nhiều hoạt động đã được tổ chức trên khắp Singapore để ăn mừng chiến thắng của cuộc chiến chống Nhật.
Với sự đầu hàng của Nhật Bản, người dân Singapore rất vui mừng. Vì quân đội Anh chưa đến Singapore, nên nó vẫn do người Nhật quản lý. Những người làm việc cho Nhật Bản trong quá khứ đã bị trả thù bởi những người xung quanh họ. Trại quân sự Nhật Bản đã bị đốt cháy và các cửa hàng bị cướp phá. Singapore gần như đã rơi vào tình trạng hỗn loạn. Cuối cùng, vào ngày 5 tháng 9 năm 1945, quân đội Anh đã đổ bộ vào Singapore. Vào ngày 12 tháng 9, tòa nhà chính phủ đã tổ chức một buổi lễ đầu hàng. Singapore là nước ở khu vực Đông Nam Á thay mặt chỉ huy liên quân tại trưởng Louis Mountbatten chung, phía Nhật Bản là có nguồn gốc từ miền nam Nhật Bản chỉ huy Terauchi Hisaichi hiệu lệnh, nhưng vì ông ngã bệnh tại Sài Gòn, vì vậy thay đổi bằng cách tổng tư lệnh của bán đảo Mã Lai Seishirō Itagaki để thay thế.

## Độc lập
Mặc dù sự trở lại của quân đội Anh được người dân hoan nghênh, nhưng uy tín của họ không còn tốt như trước. Trong mắt mọi người, họ không quá bất khả chiến bại. Người dân Singapore bắt đầu có một sự thức tỉnh chính trị. Mùa thu này đã khiến người dân Singapore tin rằng họ phải tự bảo vệ vùng đất này và đóng góp gián tiếp cho nền độc lập của Singapore.

## Trong văn hóa đại chúng
Các tác phẩm Singapore thuộc Nhật Bản đã được miêu tả trên các phương tiện truyền thông và văn hóa phổ biến, bao gồm phim ảnh, phim truyền hình và sách

### Phim
- Leftenan Adnan (2000), bộ phim Malaysia lấy bối cảnh Trận Singapore

### Phim truyền hình
- Tập đầu tiên của Tenko, BBC/ABC sản xuất.
- Hero (1988), đồng sản xuất Úc-Anh.
- Hero II: Return (1991), loạt phim Úc.
- Nhịp điệu cuối cùng (1996), loạt tiếng Trung Quốc được sản xuất bởi Tổng công ty Truyền hình Singapore (ONE).
- Bảo mật giá (1997), được sản xuất bởi ONE.
- Nhật ký chiến tranh (2001), được sản xuất bởi MediaCorp.
- Theo đuổi hòa bình (2001), được sản xuất bởi MediaCorp.
- Tôi (2001), được sản xuất bởi Tổng công ty Phát thanh truyền hình Úc.
- Travel: The Riot of the River (2014), được sản xuất bởi MediaCorp

## Di sản
- Đài Tưởng niệm Chiến tranh dân sự
- Đài Tưởng niệm và nghĩa trang Chiến tranh Kranji
- Nhà nguyện và Bảo tàng Changi
- YMCA trên đường Orchard
- Bệnh viện Alexandra
- Nhà máy Ford cũ